# 1754 в Україні

## Пам'ятні дати та ювілеї
- 875 років з часу 879 року:
  - Після смерті Рюрика у Новгороді як опікун його малолітнього сина Ігора став правити Віщий Олег, можливо брат його дружини Ефанди.
- 725 років з часу 1029 року:
  - Київський князь Ярослав Мудрий здійснив похід на Кавказ проти ясів.
- 700 років з часу 1054 року:
  - Дроблення Київської Русі на уділи після смерті Ярослава Мудрого. У Києві батька змінив Ізяслав Ярославович, поділивши владу з братами, які отримали окремі уділи. Святослав Ярославич почав княжити в Чернігові, Всеволод Ярославич — у Переяславі, Вячеслав Ярославич — у Смоленську. Спільне правління трьох братів Ізяслава, Святослава та Всеволода називають триумвіратом Ярославичів.
  - Перша літописна згадка Києво-Печерського монастиря.
- 600 років з часу 1154 року:
  - Під час у битви над Серетом (під Теребовлем) галицька дружина на чолі з Ярославом Осмомислом завдала поразки київському князеві Ізяславу Мстиславичу;
  - Після смерті Ізяслава Мстиславича київський престол перейшов до Ростислава Мстиславича, який до того княжив у Смоленську (листопад);
  - Новий князь Ростислав Мстиславич пішов на Чернігів проти Ізяслава Давидовича, але зазнав невдачі, що змусило його поступитися київським престолом князеві Ізяславу.
- 550 років з часу 1204 року:
  - Галицько-волинський князь Роман Мстиславич посадив на київський престол Ростислава Рюриковича.
  - У Чернігові почав княжити Всеволод Чермний.
- 250 років з часу 1504 року:
  - обрання Митрополитом Київським Іона II.
  - битви під Оршею між 30-тисячним військом князя Костянтина Острозького, гетьмана Великого князівства Литовського, Руського та Жемайтійського та 80-тисячним московським військом на чолі з воєводою Іваном Челядниним. Зазнавши поразки, московські війська відступили до Смоленська (8 вересня);
- 200 років з часу 1554 року:
  - Польський король Сигізмунд II Август призначив Дмитра Вишневецького стражником на острові Хортиця за Дніпровими порогами.
- 125 років з часу 1629 року:
  - розгрому татар-нападників у битві під Бурштином (жовтень);
  - спільний Синод Руських Православної та Унійної церков у Львові, в якому взяли участь лише греко-католики[1] (26 жовтня);
  - Джанібек Гірей утретє очолив Кримське ханство.
- 100 років з часу 1654 року:
  - проведення Переяславської ради козацької верхівки, на якій генеральна старшина на чолі з гетьманом Богданом Хмельницьким, а також полковники та сотники висловились за об'єднання України з Московщиною (18 січня). Через втрату оригінальних документів, підписаних у Переяславі Богданом Хмельницьким та Василієм Бутурліним, керівником московського посольства, залишається невідомим, якою саме була Переяславська угода — персональною унією, державною унією, васальною угодою чи тимчасовим військовим союзом;
  - підписання Московських (Березневих) статей у Москві — угоди між українською козацькою старшиною і московським урядом, яка регламентували політичне, правове, фінансове та військове становище України після Переяславської ради (березень 1654);
  - Кримське ханство знову очолив Мехмед IV Ґерай;
  - заснування міста Харкова.  → Так, у «Наказній памяті» від  30 вересня (12 жовтня) 1654 року йшлося: «Которые черкасы построились .. промеж речек Харькова и Лопани о городовом строении, и что вы по их челобитью .. писали, а велели .. городового места осмотреть и описать и чертеже чертить и черкас переписать»…
- 75 років з часу 1779 року:
  - Російська імператриця Єлизавета I видала переселенцям-християнам з Криму грамоту, якою звільняла їх від військової служби, сплати податків на 10 років і виділяла для поселення землі в районі гирла ріки Кальміус. Того ж року в приазовські степи переселено 219 грузинів, 161 волох, 12 598 вірменів і 31 386 греків. Греки заселили містечко Павлівськ, яке було перейменоване в Маріуполь, і створили навколо нього 19 сіл (1 червня);
  - заснування міста Кропивницького, як фортеці Святої Єлизавети для захисту Нової Сербії, території між Південним Бугом і Дніпром. Після знищення Запорозької Січі у червні 1775 року та приєднання Кримського ханства до Російської імперії 1783 року Єлисаветинська фортеця втратила військово-стратегічне значення, і 21 лютого 1784 року фортеця Святої Єлисавети перетворена на місто Єлисаветград (нині — Кропивницький).

### Видатні особистості

#### Народились
- 875 років з дня народження (879 рік):
  - Ігор I (Ігор Старий), Великий князь Київський (912—945 рр.) з династії Рюриковичів.
- 100 років з дня народження (1654 рік):
  - Данило Апостол — український військовий, політичний і державний діяч. Гетьман Війська Запорозького, голова Гетьманщини на Лівобережній Україні (1727—1734).

#### Померли
- 700 років з часу смерті (1054 рік):
  - Ярослав Мудрий (близько 978—1054), державний діяч Київської Русі (Великий князь Київський).
- 675 років з часу смерті (1079 рік):
  - Анна Ярославна (Анна Київська), шоста королева Франції (1051—1060 рр.), донька князя Ярослава Мудрого і доньки короля Швеції Інгігерди, друга дружина французького короля Генріха I Капета.
- 600 років з часу смерті (1154 рік):
  - Ізяслав Мстиславич, київський князь;
- 75 років з часу смерті (1679 рік):
  - Остап (Євстафій) Гоголь, український військовий діяч доби Хмельниччини та Руїни, полковник Кальницького (1649, 1674), Подільського (1654—1661, 1663—1669, 1673—1675) та Брацлавського (1663—1665) полків, наказний гетьман Правобережної України (1675—1679);
- 50 років з часу смерті (1704 рік):
  - Іларіон Ярошевицький — український учений і поет.

## Особи

### Народились
- Апостол Данило Петрович — український військовий, політичний і державний діяч, Генеральний хорунжий 1762—1769 років за правління гетьмана Кирила Розумовського та Другої Малоросійської колегії під час Глухівського періоду в історії України, полковник[2], онук гетьмана Данила Апостола;
- Береза Василь — український художник;
- Мартос Іван Петрович — український скульптор;
- Мойсеєнко (Моімеєнко) Федір Петрович — перший український мінералог.
- Щавницький Михайло — український церковний та освітній діяч, теолог, перший ректор Української генеральної семінарії греко-католицької церкви у Львові, організатор «Studium Ruthenum» при Львівському університеті.

### Померли
- Баюрак Василь — ватажок загону опришків, спільник і наступник Олекси Довбуша;
- Галецький Петро Семенович — полковник Гадяцького полку;
- Йоасаф Бєлгородський (Яким Андрійович Горленко — український освітній та церковний діяч, письменник, онук Гетьмана України Данила Апостола та рідний дядько класика української літератури Григорія Квітки-Основ'яненка;
- Сильвестр (Ляскоронський) — український церковний діяч, ректор Києво-Могилянської академії, архімандрит Братського монастиря, драматург.

## Засновані, створені
- місто Кропивницький як фортеця Святої Єлизавети для захисту Нової Сербії — території між Південним Бугом і Дніпром. Після знищення Запорозької Січі у червні 1775 року та приєднання Кримського ханства до Російської імперії 1783 року Єлисаветинська фортеця втратила військово-стратегічне значення, і 21 лютого 1784 року фортеця Святої Єлисавети перетворена на місто Єлисаветград (нині — Кропивницький).
- Бучацька василіянська гімназія
- Церква святого Онуфрія (Горигляди)
- Церква святителя Миколая Чудотворця (Галущинці)
- Церква Івана Хрестителя (Городок)
- Церква Архістратига Михаїла (Комарно)
- Церква святого апостола і євангеліста Іоана Богослова (Осники)
- Церква Введення в храм Пресвятої Богородиці (Переволочна)
- Кодима
- Дмитрівка (Богодухівський район)
- Синьооківка